# Ottmütz
Ottmütz, polnisch Otmice ist ein Ort in der Landgemeinde Stubendorf (Izbicko) im Powiat Strzelecki der Woiwodschaft Opole in Polen.

## Geschichte
1850 hatte der Ort 222 Einwohner. 1900 wurde in Ottmütz die erste Schule erbaut. 
Bei der Volksabstimmung in Oberschlesien am 20. März 1921 stimmten 120 Wahlberechtigte für einen Verbleib bei Deutschland und 140 für Polen. Ottmütz verblieb beim Deutschen Reich. Bis 1945 befand sich der Ort im Landkreis Groß Strehlitz.
1945 kam der bisher deutsche Ort unter polnische Verwaltung, wurde in Otmice umbenannt und der Woiwodschaft Schlesien angeschlossen. 1950 kam Ottmütz zur Woiwodschaft Opole. Seit 1999 gehört es zum Powiat Strzelecki.
Am 6. März 2006 wurde in der Gemeinde Stubendorf, der Ottmütz angehört, Deutsch als zweite Amtssprache eingeführt. Am 20. Mai 2008 erhielt der Ort zusätzlich den amtlichen deutschen Ortsnamen Ottmütz. Im Dezember 2008 wurden zweisprachige Ortsschilder aufgestellt.